# Agnieszka Bógdał-Brzezińska
Agnieszka Marta Bógdał-Brzezińska (ur. 8 marca 1972) – polska politolożka, doktor habilitowana nauk społecznych specjalizująca się w historii i teorii stosunków międzynarodowych, wykładowczyni na Wydziale Nauk Politycznych i Studiów Międzynarodowych Uniwersytetu Warszawskiego.

## Życiorys
W 1996 ukończyła stosunki międzynarodowe. W 2000 uzyskała doktorat nauk humanistycznych w zakresie nauki o polityce na podstawie dysertacji Globalizacja polityki Stanów Zjednoczonych 1945–1949 (promotor: Wiesław Dobrzycki). W 2016 habilitowała się na podstawie pracy Jako monarcha i jako człowiek. Uwarunkowania personalne decyzji politycznych Józefa II Habsburga.
Z ISM UW związana od 1995, tj. jeszcze przed uzyskaniem tytułu magistra. Pracuje w Zakładzie Historii i Teorii Stosunków Międzynarodowych. Prowadzi zajęcia z teorii stosunków międzynarodowych, historii stosunków międzynarodowych do 1945, międzynarodowej współpracy technologicznej i decyzji w stosunkach międzynarodowych. W latach 2001–2002 była zastępczynią dyrektora ISM ds. badań naukowych i współpracy z zagranicą, zaś w latach 2002–2005 i 2008–2016 ds. dydaktycznych.

## Wybrane publikacje
- Jako monarcha i jako człowiek. Uwarunkowania personalne decyzji politycznych Józefa II Habsburga, Warszawa 2016.
- Terroryzm i cyberterroryzm jako największe wyzwanie bezpieczeństwa współczesnego państwa, Chicago 2016 (współautorstwo z T. Aleksandrowiczem, J. Gryzem, I. Oleksiewicz, G. Ostaszem).
- Re-Wizje i Re-Orient-acje. Myśl pozaeuropejska w nauce o stosunkach międzynarodowych, Warszawa 2012 (współredakcja z M.F. Gawryckim, J. Zajączkowskim).
  - Wersja angielska: Re-visions and Re-Orientations. Non-European Thought in International Relations Studies, London - New Delhi -New York - Sydney 2014.
- Liga Narodów wybranych, Warszawa 2010 (współredakcja z M.F. Gawryckim).
- Cyberterroryzm i problemy bezpieczeństwa informacyjnego we współczesnym świecie, Warszawa 2003 (współautorstwo z M.F. Gawryckim).
- Globalizacja polityki Stanów Zjednoczonych 1945-1949, Warszawa 2001.